# Dundophora acutivertex
Dundophora acutivertex är en tvåvingeart som beskrevs av Borgmeier 1971. Dundophora acutivertex ingår i släktet Dundophora och familjen puckelflugor. Inga underarter finns listade i Catalogue of Life.